# Неожиданный нокаут
«Неожиданный нокдаун» — немой короткометражный фильм неизвестного режиссёра. Премьера состоялась в июне 1901 года.

## Сюжет
Два мальчика играют в бокс. Старый и любознательный джентльмен вмешивается в игру и подгоняет их. Каждый берёт по мешку муки и пытается ударить мешок. Старый джентльмен получает содержимое мешка.
Съёмки проводились в Бронксе 7 июня 1901 года.